# Aspidogyne
Aspidogyne (лат.) — род однодольных растений семейства Орхидные (Orchidaceae). Род описан американско-венгерским ботаником Лесли Эндрю Гараи в 1977 году. Некоторые представители рода являются «драгоценными орхидеями» — термин, используемый для описания орхидей, чья декоративная ценность сконцентрирована преимущественно в листьях, а не в цветах.
Синоним — Rhamphorhynchus (название монотипного рода, в состав которого ранее включался вид Aspidogyne mendoncae).

## Виды
По информации базы данных The Plant List, род включает 46 видов:
- Aspidogyne argentea (Vell.) Garay, 1977
- Aspidogyne bidentifera (Schltr.) Garay, 1977
- Aspidogyne boliviensis (Cogn.) Garay, 1977
- Aspidogyne brachyrrhyncha (Rchb.f.) Garay, 1977
- Aspidogyne bruxelii (Pabst) Garay, 1977
- Aspidogyne carauchana Ormerod, 2009
- Aspidogyne chocoensis Ormerod, 2009
- Aspidogyne commelinoides (Barb.Rodr.) Garay, 1977
- Aspidogyne confusa (C.Schweinf.) Garay — , 1977
- Aspidogyne costaricensis Ormerod & M.A.Blanco
- Aspidogyne cruciformis Ormerod, 2008
- Aspidogyne decora (Rchb.f.) Garay & G.A.Romero, 1998
- Aspidogyne fimbrillaris (B.S.Williams) Garay, 1977
- Aspidogyne foliosa (Poepp. & Endl.) Garay, 1977 typus[1]
- Aspidogyne gigantea (Dodson) Ormerod, 2005
- Aspidogyne goaltalensis Ormerod, 2008
- Aspidogyne grandis (Ormerod) Ormerod, 2007
- Aspidogyne grayumii Ormerod, 2007
- Aspidogyne harlingii Ormerod
- Aspidogyne herzogii (Schltr.) Ormerod, 2007
- Aspidogyne hylibates (Rchb.f.) Garay, 1977
- Aspidogyne hyphaematica (Rchb.f.) Garay, 1977
- Aspidogyne kuczynskii (Porsch) Garay, 1977
- Aspidogyne lindleyana (Cogn.) Garay, 1977
- Aspidogyne longibracteata (Soroka) Ormerod, 2008
- Aspidogyne longicornu (Cogn.) Garay, 1977
- Aspidogyne malmei (Kraenzl.) Garay, 1977
- Aspidogyne mendoncae (Brade & Pabst) Ormerod, 2008
- Aspidogyne metallescens (Barb.Rodr.) Garay, 1977
- Aspidogyne misera (Ormerod) Ormerod, 2007
- Aspidogyne mosaica Ormerod, 2004
- Aspidogyne mystacina (Rchb.f.) Garay, 1977
- Aspidogyne popayanensis Ormerod, 2007
- Aspidogyne pumila (Cogn.) Garay, 1977
- Aspidogyne rariflora (Lindl.) Garay, 1977
- Aspidogyne repens (Poepp. & Endl.) Garay, 1977
- Aspidogyne robusta (C.Schweinf.) Garay, 1977
- Aspidogyne roseoalba (Dressler) Ormerod, 2007
- Aspidogyne rotundifolia (Ormerod) Ormerod, 2008
- Aspidogyne steyermarkii Carnevali & Foldats, 1989
- Aspidogyne stictophylla (Schltr.) Garay, 1977
- Aspidogyne sumacoensis Ormerod, 2008
- Aspidogyne tuerckheimii (Schltr.) Garay, 1977
- Aspidogyne utriculata (Dressler) Szlach., 1995
- Aspidogyne vesiculosa Ormerod, 2005
- Aspidogyne zonata Ormerod, 2007

## Распространение, общая характеристика
Произрастают в тропической Америке: от Гватемалы и Гондураса (по данным «KEW», от Мексики) до Боливии, Парагвая и севера Аргентины. Растут на песчаной почве, перегное в затенённых лесных участках и на гранитных скалах на высоте до 2000 метров.
Листья яйцевидные или эллиптически-яйцевидные, иногда с прожилками серебряного оттенка, сгруппированы у основания стебля. Соцветия опушённые или железисто-опушённые. Плод — коробочка, незаметная.

## Значение
Практически не культивируются.